# Euxoa perexellens
Euxoa perexellens là một loài bướm đêm trong họ Noctuidae.